# National Basketball Association 2023-2024
La stagione della National Basketball Association 2023-2024 è stata la 78ª edizione del campionato NBA. La regular season era iniziata il 24 ottobre 2023 ed era terminata il 14 aprile 2024. L'All-Star Game si era svolto alla Gainbridge FieldHouse di Indianapolis il 18 febbraio 2024.
Il titolo è stato conquistato dai Boston Celtics, al loro diciottesimo successo, che nella serie finale hanno sconfitto i Dallas Mavericks in cinque gare.

## Squadre partecipanti
- Atlanta Hawks
- Boston Celtics
- Brooklyn Nets
- Charlotte Hornets
- Chicago Bulls
- Cleveland Cavaliers
- Dallas Mavericks
- Denver Nuggets
- Detroit Pistons
- G.S. Warriors

- Houston Rockets
- Indiana Pacers
- L.A. Clippers
- L.A. Lakers
- Memphis Grizzlies
- Miami Heat
- Milwaukee Bucks
- Minnesota T'wolves
- N.O. Pelicans
- N.Y. Knicks

- Oklahoma Thunder
- Orlando Magic
- Philadelphia 76ers
- Phoenix Suns
- Portland T. Blazers
- Sacramento Kings
- San Antonio Spurs
- Toronto Raptors
- Utah Jazz
- Wash. Wizards

## Trasferimenti

### Ritiri
- Il 22 maggio 2023, Carmelo Anthony ha annunciato il suo ritiro dal basket professionistico. Ha giocato per sei squadre in 19 stagioni nella NBA, vincendo per 3 volte di fila la medaglia d'oro alle Olimpiadi.
- Il 28 luglio 2023, Udonis Haslem ha annunciato il suo ritiro dal basket professionistico. Ha giocato per i Miami Heat nei suoi 20 anni di carriera vincendo 3 campionati NBA.
- Il 21 settembre 2023, Andre Iguodala ha annunciato il suo ritiro dal basket professionistico. Ha giocato per quattro squadre in 19 stagioni NBA, vincendo 4 campionati NBA.
- Il 30 dicembre 2023, Goran Dragić ha annunciato il suo ritiro dal basket professionistico. Ha giocato per sette squadre in 15 stagioni NBA, diventando All-Star nel 2018 e vincendo l'NBA Most Improved Player Award nel 2014.
- Il 2 aprile 2024, Rajon Rondo ha annunciato il suo ritiro dal basket professionistico. Ha giocato 16 stagioni NBA, vincendo 2 campionati NBA.

### Cambi di allenatore
| Squadra                          | Stagione 2022-2023               | Stagione 2023-2024               |
| Prima dell'inizio della stagione | Prima dell'inizio della stagione | Prima dell'inizio della stagione |
| -------------------------------- | -------------------------------- | -------------------------------- |
| Philadelphia 76ers               | Doc Rivers                       | Nick Nurse                       |
| Toronto Raptors                  | Nick Nurse                       | Darko Rajaković                  |
| Detroit Pistons                  | Dwane Casey                      | Monty Williams                   |
| Milwaukee Bucks                  | Mike Budenholzer                 | Adrian Griffin                   |
| Phoenix Suns                     | Monty Williams                   | Frank Vogel                      |
| Houston Rockets                  | Stephen Silas                    | Ime Udoka                        |
| Durante la stagione              |                                  |                                  |
| Milwaukee Bucks                  | Adrian Griffin                   | Doc Rivers                       |
| Washington Wizards               | Wes Unseld Jr.                   | Brian Keefe (ad interim)         |

## Classifica
Eastern Conference
| Atlantic Division      | V  | S  | V%   | PR   | Casa  | Trasf | Div  | PG |
| ---------------------- | -- | -- | ---- | ---- | ----- | ----- | ---- | -- |
| z – Boston Celtics     | 64 | 18 | .780 | 0,0  | 37–4  | 27–14 | 15–2 | 82 |
| x – N.Y. Knicks        | 50 | 32 | .610 | 14,0 | 27–14 | 23–18 | 12–5 | 82 |
| x – Philadelphia 76ers | 47 | 35 | .573 | 17,0 | 25–16 | 22–19 | 8–8  | 82 |
| Brooklyn Nets          | 32 | 50 | .390 | 32,0 | 20–21 | 12–29 | 5–11 | 82 |
| Toronto Raptors        | 25 | 57 | .305 | 39,0 | 14–27 | 11–30 | 1–15 | 82 |

| Central Division        | V  | S  | V%   | PR   | Casa  | Trasf | Div  | PG |
| ----------------------- | -- | -- | ---- | ---- | ----- | ----- | ---- | -- |
| y – Milwaukee Bucks     | 49 | 33 | .598 | 15,0 | 31–11 | 18–22 | 10–7 | 82 |
| x – Cleveland Cavaliers | 48 | 34 | .585 | 16,0 | 26–15 | 22–19 | 11–5 | 82 |
| x – Indiana Pacers      | 47 | 35 | .573 | 17,0 | 26–15 | 21–20 | 11–6 | 82 |
| pi – Chicago Bulls      | 39 | 43 | .476 | 25,0 | 20–21 | 19–22 | 7–9  | 82 |
| Detroit Pistons         | 14 | 68 | .171 | 50,0 | 7–33  | 7–35  | 2–14 | 82 |

| Southeast Division | V  | S  | V%   | PR   | Casa  | Trasf | Div  | PG |
| ------------------ | -- | -- | ---- | ---- | ----- | ----- | ---- | -- |
| y – Orlando Magic  | 47 | 35 | .573 | 17,0 | 29–12 | 18–23 | 9–7  | 82 |
| pi – Miami Heat    | 46 | 36 | .561 | 18,0 | 22–19 | 24–17 | 13–3 | 82 |
| pi – Atlanta Hawks | 36 | 46 | .439 | 28,0 | 21–20 | 15–26 | 8–8  | 82 |
| Charlotte Hornets  | 21 | 61 | .256 | 43,0 | 11–30 | 10–31 | 6–10 | 82 |
| Wash. Wizards      | 15 | 67 | .183 | 49,0 | 7–34  | 8–33  | 4–12 | 82 |

Western Conference
| Northwest Division     | V  | S  | V%   | PR   | Casa  | Trasf | Div  | PG |
| ---------------------- | -- | -- | ---- | ---- | ----- | ----- | ---- | -- |
| c – Oklahoma Thunder   | 57 | 25 | .695 | 0,0  | 33–8  | 24–17 | 12–4 | 82 |
| x – Denver Nuggets     | 57 | 25 | .695 | 0,0  | 33–8  | 24–17 | 10–6 | 82 |
| x – Minnesota T'wolves | 56 | 26 | .683 | 1,0  | 30–11 | 26–15 | 12–4 | 82 |
| Utah Jazz              | 31 | 51 | .378 | 26,0 | 21–20 | 10–31 | 5–11 | 82 |
| Portland T. Blazers    | 21 | 61 | .256 | 36,0 | 11–30 | 10–31 | 1–15 | 82 |

| Pacific Division      | V  | S  | V%   | PR   | Casa  | Trasf | Div  | PG |
| --------------------- | -- | -- | ---- | ---- | ----- | ----- | ---- | -- |
| y – L.A. Clippers     | 51 | 31 | .622 | 6,0  | 25–16 | 26–15 | 9–7  | 82 |
| x – Phoenix Suns      | 49 | 33 | .598 | 8,0  | 25–16 | 24–17 | 9–9  | 82 |
| x – L.A. Lakers       | 47 | 35 | .573 | 10,0 | 28–14 | 19–21 | 7–10 | 82 |
| pi – Sacramento Kings | 46 | 36 | .561 | 11,0 | 24–17 | 22–19 | 10–7 | 82 |
| pi – G.S. Warriors    | 46 | 36 | .561 | 11,0 | 21–20 | 25–16 | 7–9  | 82 |

| Southwest Division   | V  | S  | V%   | PR   | Casa  | Trasf | Div  | PG |
| -------------------- | -- | -- | ---- | ---- | ----- | ----- | ---- | -- |
| y – Dallas Mavericks | 50 | 32 | .610 | 7,0  | 25–16 | 25–16 | 11–5 | 82 |
| x – N.O. Pelicans    | 49 | 33 | .598 | 8,0  | 21–19 | 28–14 | 9–7  | 82 |
| Houston Rockets      | 41 | 41 | .500 | 16,0 | 27–14 | 14–27 | 9–7  | 82 |
| Memphis Grizzlies    | 27 | 55 | .329 | 30,0 | 9–32  | 18–23 | 8–8  | 82 |
| San Antonio Spurs    | 22 | 60 | .268 | 35,0 | 12–29 | 10–31 | 3–13 | 82 |

### Per conference
| Eastern Conference | Eastern Conference       | Eastern Conference | Eastern Conference | Eastern Conference | Eastern Conference | Eastern Conference |
| #                  | Squadra                  | V                  | S                  | V%                 | PR                 | PG                 |
| ------------------ | ------------------------ | ------------------ | ------------------ | ------------------ | ------------------ | ------------------ |
| 1                  | z – Boston Celtics *     | 64                 | 18                 | .780               | –                  | 82                 |
| 2                  | x – N.Y. Knicks *        | 50                 | 32                 | .610               | 14,0               | 82                 |
| 3                  | y – Milwaukee Bucks      | 49                 | 33                 | .598               | 15,0               | 82                 |
| 4                  | x – Cleveland Cavaliers  | 48                 | 34                 | .585               | 16,0               | 82                 |
| 5                  | y – Orlando Magic        | 47                 | 35                 | .573               | 17,0               | 82                 |
| 6                  | x – Indiana Pacers       | 47                 | 35                 | .573               | 17,0               | 82                 |
|                    |                          |                    |                    |                    |                    |                    |
| 7                  | x – Philadelphia 76ers * | 47                 | 35                 | .573               | 17,0               | 82                 |
| 8                  | pi – Miami Heat          | 46                 | 36                 | .561               | 18,0               | 82                 |
| 9                  | pi – Chicago Bulls       | 39                 | 43                 | .476               | 25,0               | 82                 |
| 10                 | pi – Atlanta Hawks       | 36                 | 46                 | .439               | 28,0               | 82                 |
|                    |                          |                    |                    |                    |                    |                    |
| 11                 | Brooklyn Nets            | 32                 | 50                 | .390               | 32,0               | 82                 |
| 12                 | Toronto Raptors          | 25                 | 57                 | .305               | 39,0               | 82                 |
| 13                 | Charlotte Hornets        | 21                 | 61                 | .256               | 43,0               | 82                 |
| 14                 | Wash. Wizards            | 15                 | 67                 | .183               | 49,0               | 82                 |
| 15                 | Detroit Pistons          | 14                 | 68                 | .171               | 50,0               | 82                 |

| Western Conference | Western Conference     | Western Conference | Western Conference | Western Conference | Western Conference | Western Conference |
| #                  | Squadra                | V                  | S                  | V%                 | PR                 | PG                 |
| ------------------ | ---------------------- | ------------------ | ------------------ | ------------------ | ------------------ | ------------------ |
| 1                  | c – Oklahoma Thunder * | 57                 | 25                 | .695               | –                  | 82                 |
| 2                  | x – Denver Nuggets     | 57                 | 25                 | .695               | 0,0                | 82                 |
| 3                  | x – Minnesota T'wolves | 56                 | 26                 | .683               | 1,0                | 82                 |
| 4                  | y – L.A. Clippers *    | 51                 | 31                 | .622               | 6,0                | 82                 |
| 5                  | y – Dallas Mavericks * | 50                 | 32                 | .610               | 7,0                | 82                 |
| 6                  | x – Phoenix Suns       | 49                 | 33                 | .598               | 8,0                | 82                 |
|                    |                        |                    |                    |                    |                    |                    |
| 7                  | x – N.O. Pelicans      | 49                 | 33                 | .598               | 8,0                | 82                 |
| 8                  | x – L.A. Lakers        | 47                 | 35                 | .573               | 10,0               | 82                 |
| 9                  | pi – Sacramento Kings  | 46                 | 36                 | .561               | 11,0               | 82                 |
| 10                 | pi – G.S. Warriors     | 46                 | 36                 | .561               | 11,0               | 82                 |
|                    |                        |                    |                    |                    |                    |                    |
| 11                 | Houston Rockets        | 41                 | 41                 | .500               | 16,0               | 82                 |
| 12                 | Utah Jazz              | 31                 | 51                 | .378               | 26,0               | 82                 |
| 13                 | Memphis Grizzlies      | 27                 | 55                 | .329               | 30,0               | 82                 |
| 14                 | San Antonio Spurs      | 22                 | 60                 | .268               | 35,0               | 82                 |
| 15                 | Portland T. Blazers    | 21                 | 61                 | .256               | 36,0               | 82                 |

Note
- z – Fattore campo per gli interi playoff
- c – Fattore campo per le finali di Conference
- y – Campione della division
- x – Qualificata ai playoff
- p – Qualificata ai play-in
- e – Eliminata dai playoff
- * – Leader della division

## Play-in
La NBA organizza un torneo play-in tra le settime e le decime classificate di ogni conference dal 16 al 19 aprile 2024. La settima incontrerà l'ottava, con la vincitrice che verrà posizionata al settimo posto. La nona classificata affronterà la decima, con la perdente che verrà eliminata dai playoff. La perdente della sfida settima-ottava e la vincitrice tra la sfida nona-decima si incontreranno, con la vincitrice che verrà posizionata all'ottavo posto e la perdente eliminata.

### Eastern Conference Play-in
|  |         |                    |               |               |            |         |         |         |
|  | Play-In | Play-In            | Play-In       |               |            | #8 Seed | #8 Seed | #8 Seed |
|  | Play-In | Play-In            | Play-In       |               |            | #8 Seed | #8 Seed | #8 Seed |
|  |         |                    |               |               |            |         |         |         |
|  |         |                    |               |               |            |         |         |         |
|  | 7       | Philadelphia 76ers | 105           |               |            |         |         |         |
|  | 7       | Philadelphia 76ers | 105           |               |            |         |         |         |
|  | 8       | Miami Heat         | 104           |               |            |         |         |         |
|  | 8       | Miami Heat         | 104           |               |            |         |         |         |
|  |         |                    |               | Miami Heat    | Miami Heat | 112     |         |         |
|  |         |                    |               | Miami Heat    | Miami Heat | 112     |         |         |
|  |         |                    | Chicago Bulls | Chicago Bulls | 91         |         |         |         |
|  |         |                    |               | Chicago Bulls | 91         |         |         |         |
|  | 9       | Chicago Bulls      | 131           |               |            |         |         |         |
|  | 9       | Chicago Bulls      | 131           |               |            |         |         |         |
|  | 10      | Atlanta Hawks      | 116           |               |            |         |         |         |
|  | 10      | Atlanta Hawks      | 116           |               |            |         |         |         |

### Play-in

#### (7) Philadelphia 76ers - (8) Miami Heat
| Arbitri: | Tony Brothers Bill Kennedy Mitchell Ervin |

|                      |          |               |
| J. Embiid 23         | Punti    | T. Herro 25   |
| T. Maxey, B. Hield 6 | Assist   | T. Herro 9    |
| J. Embiid 15         | Rimbalzi | B. Adebayo 12 |

#### (9) Chicago Bulls - (10) Atlanta Hawks
| Arbitri: | Sean Corbin Marc Davis Nick Buchert |

|               |          |              |
| C. White 42   | Punti    | D. Murray 30 |
| D. DeRozan 9  | Assist   | T. Young 10  |
| N. Vučević 12 | Rimbalzi | C. Capela 17 |

### #8 seed

#### (8) Miami Heat - (9) Chicago Bulls
| Arbitri: | Zach Zarba Sean Wright Justin Van Duyne |

|             |          |               |
| T. Herro 24 | Punti    | D. DeRozan 22 |
| T. Herro 9  | Assist   | N. Vučević 5  |
| T. Herro 10 | Rimbalzi | N. Vučević 14 |

### Western Conference Play-in
|  |         |                  |                  |                  |               |         |         |         |
|  | Play-In | Play-In          | Play-In          |                  |               | #8 Seed | #8 Seed | #8 Seed |
|  | Play-In | Play-In          | Play-In          |                  |               | #8 Seed | #8 Seed | #8 Seed |
|  |         |                  |                  |                  |               |         |         |         |
|  |         |                  |                  |                  |               |         |         |         |
|  | 7       | N.O. Pelicans    | 106              |                  |               |         |         |         |
|  | 7       | N.O. Pelicans    | 106              |                  |               |         |         |         |
|  | 8       | L.A. Lakers      | 110              |                  |               |         |         |         |
|  | 8       | L.A. Lakers      | 110              |                  |               |         |         |         |
|  |         |                  |                  | N.O. Pelicans    | N.O. Pelicans | 105     |         |         |
|  |         |                  |                  | N.O. Pelicans    | N.O. Pelicans | 105     |         |         |
|  |         |                  | Sacramento Kings | Sacramento Kings | 98            |         |         |         |
|  |         |                  |                  | Sacramento Kings | 98            |         |         |         |
|  | 9       | Sacramento Kings | 118              |                  |               |         |         |         |
|  | 9       | Sacramento Kings | 118              |                  |               |         |         |         |
|  | 10      | G.S. Warriors    | 94               |                  |               |         |         |         |
|  | 10      | G.S. Warriors    | 94               |                  |               |         |         |         |

## Play-Off
I playoff inizieranno il 20 aprile 2024. Le Finals inizieranno al più presto il 6 giugno.

### Tabellone
|  | Primo Turno | Primo Turno        | Primo Turno         |                    |                     | Semifinali di Conference | Semifinali di Conference | Semifinali di Conference |  |   | Finali di Conference | Finali di Conference | Finali di Conference |  |    | Finali NBA        | Finali NBA | Finali NBA |
|  |             |                    |                     |                    |                     |                          |                          |                          |  |   |                      |                      |                      |  |    |                   |            |            |
|  | 1           | Oklahoma Thunder * | 4                   |                    |                     |                          |                          |                          |  |   |                      |                      |                      |  |    |                   |            |            |
|  | 8           | N.O. Pelicans      | 0                   |                    |                     |                          |                          |                          |  |   |                      |                      |                      |  |    |                   |            |            |
|  | 8           | N.O. Pelicans      | 0                   |                    | 1                   | Oklahoma Thunder *       | 2                        |                          |  |   |                      |                      |                      |  |    |                   |            |            |
|  |             |                    |                     |                    | 1                   | Oklahoma Thunder *       | 2                        |                          |  |   |                      |                      |                      |  |    |                   |            |            |
|  |             | 5                  | Dallas Mavericks*   | 4                  |                     |                          |                          |                          |  |   |                      |                      |                      |  |    |                   |            |            |
|  | 4           | 5                  | Dallas Mavericks*   | 4                  | L.A. Clippers *     | 2                        |                          |                          |  |   |                      |                      |                      |  |    |                   |            |            |
|  | 4           |                    |                     |                    | L.A. Clippers *     | 2                        |                          |                          |  |   |                      |                      |                      |  |    |                   |            |            |
|  | 5           | Dallas Mavericks * | 4                   |                    |                     |                          |                          |                          |  |   |                      |                      |                      |  |    |                   |            |            |
|  | 5           | Dallas Mavericks * | 4                   |                    |                     |                          |                          |                          |  | 5 | Dallas Mavericks*    | 4                    |                      |  |    |                   |            |            |
|  |             |                    |                     | Western Conference |                     |                          |                          |                          |  | 5 | Dallas Mavericks*    | 4                    |                      |  |    |                   |            |            |
|  |             | 3                  | Minnesota T'wolves  | 1                  |                     |                          |                          |                          |  |   |                      |                      |                      |  |    |                   |            |            |
|  | 6           | 3                  | Minnesota T'wolves  | 1                  | Phoenix Suns        | 0                        |                          |                          |  |   |                      |                      |                      |  |    |                   |            |            |
|  | 6           |                    |                     |                    | Phoenix Suns        | 0                        |                          |                          |  |   |                      |                      |                      |  |    |                   |            |            |
|  | 3           | Minnesota T'wolves | 4                   |                    |                     |                          |                          |                          |  |   |                      |                      |                      |  |    |                   |            |            |
|  | 3           | Minnesota T'wolves | 4                   |                    | 3                   | Minnesota T'wolves       | 4                        |                          |  |   |                      |                      |                      |  |    |                   |            |            |
|  |             |                    |                     |                    | 3                   | Minnesota T'wolves       | 4                        |                          |  |   |                      |                      |                      |  |    |                   |            |            |
|  |             | 2                  | Denver Nuggets      | 3                  |                     |                          |                          |                          |  |   |                      |                      |                      |  |    |                   |            |            |
|  | 7           | 2                  | Denver Nuggets      | 3                  | L.A. Lakers         | 1                        |                          |                          |  |   |                      |                      |                      |  |    |                   |            |            |
|  | 7           |                    |                     |                    | L.A. Lakers         | 1                        |                          |                          |  |   |                      |                      |                      |  |    |                   |            |            |
|  | 2           | Denver Nuggets     | 4                   |                    |                     |                          |                          |                          |  |   |                      |                      |                      |  |    |                   |            |            |
|  | 2           | Denver Nuggets     | 4                   |                    |                     |                          |                          |                          |  |   |                      |                      |                      |  | W5 | Dallas Mavericks* | 1          |            |
|  |             |                    |                     |                    |                     |                          |                          |                          |  |   |                      |                      |                      |  | W5 | Dallas Mavericks* | 1          |            |
|  |             | E1                 | Boston Celtics *    | 4                  |                     |                          |                          |                          |  |   |                      |                      |                      |  |    |                   |            |            |
|  | 1           | E1                 | Boston Celtics *    | 4                  | Boston Celtics *    | 4                        |                          |                          |  |   |                      |                      |                      |  |    |                   |            |            |
|  | 1           |                    |                     |                    | Boston Celtics *    | 4                        |                          |                          |  |   |                      |                      |                      |  |    |                   |            |            |
|  | 8           | Miami Heat         | 1                   |                    |                     |                          |                          |                          |  |   |                      |                      |                      |  |    |                   |            |            |
|  | 8           | Miami Heat         | 1                   |                    | 1                   | Boston Celtics *         | 4                        |                          |  |   |                      |                      |                      |  |    |                   |            |            |
|  |             |                    |                     |                    | 1                   | Boston Celtics *         | 4                        |                          |  |   |                      |                      |                      |  |    |                   |            |            |
|  |             | 4                  | Cleveland Cavaliers | 1                  |                     |                          |                          |                          |  |   |                      |                      |                      |  |    |                   |            |            |
|  | 4           | 4                  | Cleveland Cavaliers | 1                  | Cleveland Cavaliers | 4                        |                          |                          |  |   |                      |                      |                      |  |    |                   |            |            |
|  | 4           |                    |                     |                    | Cleveland Cavaliers | 4                        |                          |                          |  |   |                      |                      |                      |  |    |                   |            |            |
|  | 5           | Orlando Magic *    | 3                   |                    |                     |                          |                          |                          |  |   |                      |                      |                      |  |    |                   |            |            |
|  | 5           | Orlando Magic *    | 3                   |                    |                     |                          |                          |                          |  | 1 | Boston Celtics *     | 4                    |                      |  |    |                   |            |            |
|  |             |                    |                     | Eastern Conference |                     |                          |                          |                          |  | 1 | Boston Celtics *     | 4                    |                      |  |    |                   |            |            |
|  |             | 6                  | Indiana Pacers      | 0                  |                     |                          |                          |                          |  |   |                      |                      |                      |  |    |                   |            |            |
|  | 6           | 6                  | Indiana Pacers      | 0                  | Indiana Pacers      | 4                        |                          |                          |  |   |                      |                      |                      |  |    |                   |            |            |
|  | 6           |                    |                     |                    | Indiana Pacers      | 4                        |                          |                          |  |   |                      |                      |                      |  |    |                   |            |            |
|  | 3           | Milwaukee Bucks *  | 2                   |                    |                     |                          |                          |                          |  |   |                      |                      |                      |  |    |                   |            |            |
|  | 3           | Milwaukee Bucks *  | 2                   |                    | 6                   | Indiana Pacers           | 4                        |                          |  |   |                      |                      |                      |  |    |                   |            |            |
|  |             |                    |                     |                    | 6                   | Indiana Pacers           | 4                        |                          |  |   |                      |                      |                      |  |    |                   |            |            |
|  |             | 2                  | N.Y. Knicks         | 3                  |                     |                          |                          |                          |  |   |                      |                      |                      |  |    |                   |            |            |
|  | 7           | 2                  | N.Y. Knicks         | 3                  | Philadelphia 76ers  | 2                        |                          |                          |  |   |                      |                      |                      |  |    |                   |            |            |
|  | 7           |                    |                     |                    | Philadelphia 76ers  | 2                        |                          |                          |  |   |                      |                      |                      |  |    |                   |            |            |
|  | 2           | N.Y. Knicks        | 4                   |                    |                     |                          |                          |                          |  |   |                      |                      |                      |  |    |                   |            |            |

Legenda
- * Vincitore Division
- "Grassetto" Vincitore serie
- "Corsivo" Squadra con fattore campo